# Guillermo Salas
Pour les articles homonymes, voir Salas.
Guillermo Sandro Salas Suárez, né le 21 octobre 1974 dans le district de Nuevo Chimbote au Pérou, est un footballeur péruvien qui évoluait au poste de défenseur. Il est actuellement entraîneur.

## Biographie

### Carrière de joueur

#### En club
Guillermo Salas commence sa carrière professionnelle au San Agustín en 1994. Mais c'est au sein de l'Alianza Lima qu'il réalise l'essentiel de sa carrière entre 2001 et 2007 avec quatre titres de champion du Pérou à la clé en 2001, 2003, 2004 et 2006. Il remporte un cinquième championnat, cette fois-ci sous les couleurs de l'Universidad San Martín, en 2008.
Salas tire sa révérence au León de Huánuco en 2012. Tout au long de sa carrière, il aura disputé huit éditions de la Copa Libertadores (41 matchs, 0 but) entre 2002 et 2011.

#### En sélection
International péruvien, Guillermo Salas compte 26 sélections (pour aucun but inscrit) entre 2003 et 2008. 
Il prend part à la Copa América de 2004 organisée au Pérou. Il joue également huit matchs comptant pour les tours préliminaires de la coupe du monde, lors des éditions 2006 et 2010.

### Carrière d'entraîneur
De 2018 à 2020, Salas entraîne l'équipe réserve de l'Alianza Lima. En 2022, il remplace Carlos Bustos à la tête de l'équipe A et remporte le championnat en fin de saison. L'année suivante, il s'octroie le tournoi d'ouverture du championnat 2023. Critiqué par son style de jeu et desservi par des résultats décevants, il est écarté de la tête de l'Alianza Lima le 23 juillet 2023, après un match nul 0-0 face au grand rival de l'Universitario de Deportes.

## Palmarès

### Palmarès de joueur
| Alianza Lima - Championnat du Pérou (4) : - Champion : 2001, 2003, 2004 et 2006. |  | Universidad San Martín - Championnat du Pérou (1) : - Champion : 2008. |

### Palmarès d'entraîneur
Alianza Lima
- Championnat du Pérou (1) :
  - Champion : 2022.
- Tournoi d'ouverture (1) :
  - Vainqueur : 2023-O.